# Basquetebol nos Jogos Pan-Americanos de 1975
A competição do basquetebol nos Jogos Pan-americanos de 1975 aconteceram na Cidade do México.

## Masculino

### Classificação final
| Posição | Time          |
| ------- | ------------- |
| 1.      | United States |
| 2.      | Porto Rico    |
| 3.      | Brasil        |
| 4.      | México        |
| 5.      | Cuba          |
| 6.      | Canadá        |
| 7.      | Argentina     |
| 8.      | Venezuela     |
| 9.      | Bahamas       |
| 10.     | Ilhas Virgens |